# Etherlands
Etherlands is een studioalbum van Wolfram Spyra. De titel verwijst naar (nog) “in de ether” zijn van piratenzenders over de gehele wereld, maar met name die zenders die Spyra kon ontvangen. Track 2 is een verwijzing naar Radio Noordzee Internationaal. Bij die zenders werd (volgens inzicht van Spyra) tijd vrijgemaakt voor experimentele elektronische muziek. Het album verscheen in een heruitgave uit 2010 op het kleine AW-platenlabel, dat van Pete Namlook is, die op zijn beurt gedurende langere tijd samenwerkte met Klaus Schulze en van de voorbeelden voor Spyra. Namlook was ook betrokken bij de originele uitgave via het Fax-platenlabel, dat was namelijk ook al van Namlook.

## Musici
- Wolfram Spyra – synthesizers, elektronica
- Steffen Dittmar – bediening en programmeren sequencer op track 8

## Muziek
| Nr. | Titel                       | Duur  |
| --- | --------------------------- | ----- |
| 1.  | The synthesizer experience  | 4:42  |
| 2.  | Radio Noordzee              | 6:04  |
| 3.  | Monotonous stereo (part 1)  | 7:27  |
| 4.  | Birds on the wire           | 8:22  |
| 5.  | Six miles south of Hastings | 7:45  |
| 6.  | Monotonous stereo (part 2)  | 12:48 |
| 7.  | Etherlands (part 1)         | 12:16 |
| 8.  | Etherlands (part 2)         | 11:56 |
| 9.  | Mellotron etude             | 2:23  |

Een etude voor mellotron is een hachelijke onderneming. De “oude” mellotrons stonden bekend om hun wisselvalligheid bij wisselende temperaturen, vochtigheid etc. Naast het kunnen bespelen van het trage muziekinstrument was daarom een uitgebreide kennis van het technisch kunnen van het instrument onmisbaar.